# Frank Winters
Frank Mitchell Winters (Hoboken, 23 gennaio 1964) è un ex giocatore di football americano statunitense che ha giocato nel ruolo di centro nella National Football League (NFL). Fu scelto nel corso del decimo giro (276º assoluto) del Draft NFL 1987 dai Cleveland Browns. Al college giocò a football alla Western Illinois University.

## Carriera da giocatore
Winter fu scelto dai Cleveland Browns nel corso del decimo giro del Draft 1987, rimanendovi per tre stagioni. Dopo brevi esperienze con New York Giants e Kansas City Chiefs, nel 1992 passò ai Green Bay Packers. L'anno successivo si guadagnò il posto di centro titolare, conservandolo fino alla stagione 2000. Con Green Bay disputò due Super Bowl consecutivi, conquistando un anello nel Super Bowl XXXI. Si ritirò dopo la stagione 2002 e il 18 luglio 2008 fu inserito nella Green Bay Packers Hall of Fame.

## Palmarès

### Franchigia
- Super Bowl : 1

Green Bay Packers: XXXI
- National Football Conference Championship: 2

Green Bay Packers: 1996, 1997

### Individuale
- Convocazioni al Pro Bowl: 1

1996
- Green Bay Packers Hall of Fame

## Statistiche
| Partite totali      | 231 |
| Partite da titolare | 147 |
| Fumble recuperati   | 5   |